# ماغنوس هالفورسن
ماغنوس هالفورسن (بالنرويجية البوكمول: Johan Magnus Halvorsen)‏ هو تاجر وسياسي نرويجي، ولد في 10 يونيو 1853 بأوليسوند في النرويج، وتوفي في 14 فبراير 1922 في نفس البلد. حزبياً، نشط في الحزب الليبرالي وFree-minded Liberal Party ‏. وقد انتخب Minister of Finance of Norway ‏ (23 أكتوبر 1907 – 19 مارس 1908) وانتخب عضو برلمان النرويج ‏.